# اوکچو (گوله)
اوکچو (به ترکی استانبولی: Okçu) یک منطقهٔ مسکونی در ترکیه است که در گوله (شهر) واقع شده‌است.